# Чарлс Нобъл
Чарлс (Чарлз) Райдър Нобъл (на английски: Charles Rider Noble) е британски режисьор и оператор от началото на XX век, симпатизант на македонското освободително движение.

## Биография
Чарлс Нобъл е роден през 1854 година в Ройдън, Есекс, Великобритания, в семейството на Ричард Дж. Нобъл и Елиза Джеси Нобъл (Райдър). Започва кариерата си като оператор в началото на Втората бурска война (1899 - 1902), а през 1901 година става придворен оператор в двореца на султана на Мароко. Там заснема своя филм „Въстанието в Мароко“, след което се присъединява към филмовата продуцентска къща на Чарлс Ърбан. През есента на 1903 година Чарлс Нобъл пристига в България и заснема поредица от филми, които обаче не са съхранени до днес. Част от тях отразяват маневри на Българската армия, заседание на Министерски съвет и княз Фердинанд I, пристигане на бежанци от Македония по време на Илинденско-Преображенското въстание. След като дава тържествена клетва пред дейци на ВМОК участва в поход и битка по време на въстанието, като заснема четите на Иванчо Карасулийски, Иван Цончев, Илия Балтов, Юрдан Стоянов, Анастас Янков и Константин Настев. В 1904 година, докато е още в България, изразява желание да направи филмирана възстановка на Съединението на България, но плановете му пропадат. През 1905 година снима в Южна Америка, а до смъртта си работи като киноуправител в Нортхамптън. Умира на 6 юли (27 юли н.с.) 1914 година в Ъпминстър.